# Cetema obliqua
Cetema obliqua är en tvåvingeart som beskrevs av Beschovski 1984. Cetema obliqua ingår i släktet Cetema och familjen fritflugor.
Artens utbredningsområde är Bulgarien. Inga underarter finns listade i Catalogue of Life.